# Isaac Vos
Isaac Vos oder Isaac de Vos, Isaak de Vos (nach † 1653 in Amsterdam) war ein niederländischer Schauspieler und Dichter von Schwänken und Kluchten in der Zeit des niederländischen Goldenen Zeitalters im 17. Jahrhundert.
Vos war seit 1638 am Stadsschouwburg Amsterdam als Schauspieler im komischen Fach engagiert, danach trat er als Dichter und Stückeschreiber auf. Bekannte Werke waren die „Klucht van de Moffin“, ursprünglich „Loome Lammert“ (1642); die gebürtige deutsche Trijn versucht ihren  Sohn zu verheiraten.  Die „Klucht van de Mof“ (1644) eine Farce auf einen deutschen Immigranten Joachim Buelecke der bei einem Amsterdamer Schuhmacher in die Lehre geht und eine unerwünschte Beziehung mit dessen Tochter beginnt und so ins Abseits gerät. Beide Stücke zeigen stereotypisierend überspitzt die als fremd und unangenehm empfundene „deutsche“ Wesensart (siehe Mof). Den „Niemand-Jemand-Stoff“ (Elckerlijc), „Iemant en Niemant. Zinnespel“ (1645) bearbeitet er frei aus einer deutschen Vorlage die wiederum auf einer englischen Fassung „Nobody and Somebody“ basiert. Das Drama „Gedwongen Vrient“ (1646) ist eine Nachahmung von Lope de Vegas „El amigo hasta la muerte“. Das Stück „Singende klucht van Pekelharingh in de kist“ (1648) war eine Übertragung aus englischer Vorlage. Ein letztes bekanntes Werk war der derbe Schwank „Robbert Leverworst“ (1650) er schildert die Heilung eines notorischen Trunkenbolds. Trotz seiner vielen Beschäftigung und der Konjunktur seiner Stücke verstarb er verarmt.